# 바이럿
바이럿(Virut)은 적어도 2006년부터 활동하기 시작한 사이버 범죄 악성 소프트웨어 봇넷으로, 인터넷의 주요 봇넷과 악성 소프트웨어 가운데 하나이다. 2013년 1월, 바이럿은 폴란드의 단체 Naukowa i Akademicka Sieć Komputerowa에 의해 제지되었다.

## 특징
바이럿은 DDoS 공격, 스팸(Waledac botnet과 합동하여)), 사기, 데이터 도난, 설치 후 지불 요구 활동 등 사이버 범죄 활동에 사용되는 것으로 알려진 악성 소프트웨어 봇넷이다. 실행 파일 감염을 통해 확산되며(감염된 USB 스틱과 기타 매체를 통해) 최근에는 면역 반응이 제대로 발휘되지 않는 HTML 파일(그러므로 해당 웹사이트를 방문하는 취약한 브라우저를 감염시킴)을 통해 퍼져나가고 있다. 폴란드에서 적어도 890,000개의 IP 주소와 연결된 컴퓨터를 감염시켜왔다. 2012년, 시만텍은 봇넷이 전 세계 300,000대 이상의 컴퓨터를 통제했으며 주로 이집트, 파키스탄, 동남아시아(인도 포함) 등지였다고 추산하였다. 카스퍼스키의 보고서는 2012년 3분기에 5번째로 확산이 많이 된 위협으로 바이럿을 지목했으며 이는 총 컴퓨터 감염 중 5.5%를 차지한다.

## 역사
바이럿 봇넷은 적어도 2006년부터 활동하고 있다.
2013년 1월 17일, 폴란드의 연구원과 개발 단체, 데이터 네트워크 운영자, 폴란드의 .pl 최상위 도메인 레지스트리 Naukowa i Akademicka Sieć Komputerowa(NASK)는 바이럿의 종료를 시도하기 위해 23개 이상의 도메인을 탈취하였다. NASK의 한 대변인은 바이럿 봇넷이 인터넷에 노출된 주요 위협으로 인해 NASK가 이러한 작업(탈취 작업)에 관여하는 것은 최초라고 언급하였다. 제어 서버 중 일부가 폴란드 NASK의 관할 밖인 러시아의 .ru 최상위 도메인 네임 레지스트리를 사용하므로 바이럿이 완전히 종료될 가능성은 없다. 게다가 이 봇넷은 대안이 되는 백업 호스트를 검색할 수 있으므로 이를 운영하는 범죄자들이 다시 네트워크를 통제할 수 있다.

## 같이 보기
- 봇넷
- 좀비 컴퓨터
- 트로이 목마 (컴퓨팅)
- 봇넷
- 콘피커
- 레긴 (악성 소프트웨어)